# Vladimir Alexandrovič Vojevodskij
Vladimir Alexandrovič Vojevodskij (rusky Владимир Александрович Воеводский; * 4. června 1966 Moskva, Ruská SFSR, SSSR – 30. září 2017) byl ruský matematik. Byl znám především díky práci v oborech algebraické geometrie a algebraické topologie a také díky vypracování teorie homotopií pro algebraické variety. V roce 2002 získal Fieldsovu medaili.